# کمار روفه
کمار روفه (انگلیسی: Kemar Roofe؛ زادهٔ ۶ ژانویهٔ ۱۹۹۳) بازیکن فوتبال اهل بریتانیا است.
از باشگاه‌هایی که در آن بازی کرده‌است می‌توان به باشگاه فوتبال نورث‌همپتون تاون، باشگاه فوتبال چلتنهام تاون، باشگاه فوتبال کولچستر یونایتد، باشگاه فوتبال رنجرز، باشگاه فوتبال آکسفورد یونایتد، باشگاه فوتبال لیدز یونایتد، باشگاه فوتبال اندرلشت، و باشگاه فوتبال وست برومویچ آلبیون اشاره کرد.
وی همچنین در تیم ملی فوتبال جامائیکا بازی کرده‌است.